# 無限ホンダ・MF301H
無限ホンダ・MF301H（むげんホンダMF301H）は、無限（現・M-TEC）が本田技術研究所と共同開発したフォーミュラ1（F1）用レシプロエンジンのシリーズ。

## 概要
3リッターのV型10気筒エンジンで、1995年から2000年にかけて、MF301H（1995年）～MF301HE（2000年）の都合6タイプが供給された。
元々無限では1992年より、当時のF1レギュレーションである「3.5リッター・自然吸気エンジン」に適合するエンジンとしてMF351Hシリーズを供給していたが、1995年よりレギュレーション変更によりエンジン排気量の上限が3リッターに下げられることになり、それに合わせた形で登場したのが本シリーズである。設計は主に、当時本田技術研究所の研究員だった橋本朋幸（後にM-TEC社長）が担当した。
1995年の初期型（MF301H）では公称「680bhp、137kg」だったエンジン出力及び重量は、2000年の最終型（MF301HE）では公称「773bhp、121kg」にまで進化。実際の出力については異説もあり、ジョーダン（当時）のゲイリー・アンダーソンは「（1998年の開幕時点で）ベンチテスト担当者から『ウチのは688bhpしか出ていない』と聞いた」と証言しているが、いずれにせよ1998年のシーズン後半からは他メーカーのエンジンと伍して戦えるレベルに到達した。

## エピソード
本田博俊によれば、1996年頃に当時のエンジン供給先であるリジェの共同オーナーだったフラビオ・ブリアトーレと組み、広く本エンジンを市販する計画があったという。元々無限は「日本のコスワース」を目指して設立された経緯があるため、これが実現すればその夢がかなっていたことになるが、ホンダ本社からの反対などもあり実現には至らなかった（後にブリアトーレはルノーF1・メカクロームと組んで「スーパーテック」エンジンの販売を手掛けることになる）。

## スペック

### MF301HD
※以下は特記のない限りプレスリリースによる。
- 全長 625mm以下
- 全幅 520mm以下
- 全高 455mm以下
- 気筒数 V型10気筒
- インジェクション ホンダPGM-FI
- イグニッション ホンダPGM-IG
- バルブ PVRS(エアバルブスプリングシステム)
- 最大馬力 768bhp/16,400rpm[1]
- 重量 122kg[1]